# 弗鲁瓦德泰尔
弗鲁瓦德泰尔（法語：Froideterre，法語發音：[fʁwadtɛʁ]）是法国上索恩省的一个市镇，属于吕尔区。

## 地理
弗鲁瓦德泰尔（47°42'25"N, 6°31'55"E）面积2.83 平方千米，位于法国勃艮第-弗朗什-孔泰大區上索恩省，该省份为法国东部内陆省份，北起顺时针与孚日省、贝尔福地区省、杜省、汝拉省、科多尔省和上马恩省接壤。
与弗鲁瓦德泰尔接壤的市镇（或旧市镇、城区）包括：圣日耳曼、吕尔、拉讷韦勒莱吕尔、鲁瓦。
弗鲁瓦德泰尔的时区为UTC+01:00、UTC+02:00（夏令时）。

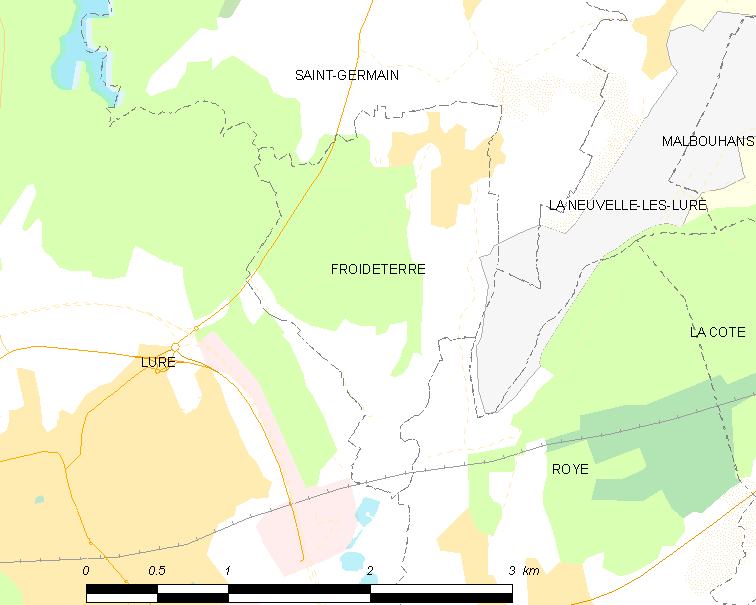
弗鲁瓦德泰尔的OSM定位图

## 行政
弗鲁瓦德泰尔的邮政编码为70200，INSEE市镇编码为70259。

## 政治
弗鲁瓦德泰尔所属的省级选区为吕尔第一县。

## 人口

1962-2008年间弗鲁瓦德泰尔人口变化图示

弗鲁瓦德泰尔于2022年1月1日时的人口数量为365人。